# Eugenio Corti
Eugenio Corti (Besana in Brianza, 21 gennaio 1921 – Besana in Brianza, 4 febbraio 2014) è stato uno scrittore e saggista italiano.

## Biografia

### Giovinezza e guerra (1921-1945)
Eugenio Corti nacque a Besana in Brianza il 21 gennaio 1921 in una famiglia con radici profondamente cattoliche. La nonna paterna, Giuseppina Ratti, era prima cugina di Achille Ratti che, nel 1922, venne eletto Papa con il nome di Pio XI.
Il padre Mario, industriale tessile, aveva iniziato a lavorare a 13 anni perché, rimasto orfano, voleva essere d'aiuto alla madre vedova con cinque figli. Ancora giovanissimo, iniziò la sua attività di imprenditore che lo porterà alla fine degli anni '40 a gestire in proprio cinque stabilimenti con circa 1200 dipendenti. Della stessa educazione profondamente religiosa, era la madre Irma Bestetti, di Cernusco sul Naviglio. Eugenio e i suoi nove fratelli, con l'esempio dei genitori, furono educati ad un forte impegno caritativo e sociale: il fratello, Piero Corti, come medico missionario laico, darà vita in Uganda ad un grande ospedale; la sorella Angela sposerà il medico missionario Fortunato Fasana e il fratello Corrado sarà sacerdote gesuita in Ciad.
Eugenio Corti frequentò parte della scuola elementare a Besana, poi continuò gli studi classici fino alla maturità nel Collegio San Carlo di Milano. Scoprì la propria vocazione di scrittore sin dai primi anni di collegio: decisivo l'incontro con i poemi omerici, che orienteranno la sua scrittura alla ricerca della verità e della bellezza, come lui stesso ricordava spesso: «Omero trasforma in bellezza tutte le cose di cui parla. Qualsiasi fosse l'argomento affrontato, anche il dettaglio più nascosto, è segnato dalla bellezza, è come condizionato dalla bellezza. Ero in quel tempo della vita in cui s'iniziano a delineare le decisioni fondamentali. Io decisi di scrivere, anche se i miei famigliari, industriali, contavano molto su di me».
Completati gli studi classici, nel 1940 si iscrisse all'Università Cattolica del Sacro Cuore, facoltà di Giurisprudenza. Dopo pochi mesi di vita universitaria, nel febbraio del '41, fu chiamato alle armi e destinato al XXI Reggimento Artiglieria di Piacenza. Da lì passò alla Scuola Allievi Ufficiali di Moncalieri, da cui uscì con la nomina a sottotenente d'Artiglieria. Alla conclusione del corso, essendo nel primo decimo della graduatoria, poté scegliere la destinazione al fronte; scelse il fronte russo, che raggiunse nel giugno '42. Il suo scopo preciso era «conoscere il mondo comunista».
Dopo aver stabilito il fronte sul Don, nella seconda metà di dicembre l'esercito italiano ricevette l'ordine di abbandonare le postazioni e di ritirarsi. Senza automezzi e senza alimenti sufficienti, i reparti italiani, quasi tutti appiedati, si avviarono a una disastrosa ritirata. Per il suo comportamento eroico, Corti fu decorato con la medaglia d'argento al valore militare. Il 26 luglio 1943, rifiutò la licenza che i medici dell'Ospedale Militare di Baggio volevano accordargli per le sue condizioni di salute.
Rientrato in caserma a Bolzano, venne trasferito a Nettuno. Dopo l'Armistizio dell'8 settembre, si diresse a piedi verso il sud. Dopo un periodo nei campi di riordinamento in Puglia, Corti entrò volontario nei reparti dell'esercito regolare italiano, nati per affiancare gli Alleati.

### Le prime opere (1947-1972)
Nel 1947 ottenne la laurea in Giurisprudenza. Nello stesso anno pubblicò I più non ritornano, il suo primo libro, sull'esperienza autobiografica della ritirata di Russia. Originariamente pubblicato da Garzanti (successivamente disponibile presso l'Editore Mursia), è la testimonianza di un soldato sugli avvenimenti vissuti personalmente e dai commilitoni italiani dal 19 dicembre 1942 al 17 gennaio 1943, con lo sfondamento del fronte italiano a opera delle divisioni sovietiche e la conseguente distruzione del XXXV Corpo d'armata. Alla sua uscita nelle librerie, il diario ottenne un grande successo, oltre a raccogliere recensioni positive di Benedetto Croce e Mario Apollonio.
Dopo la laurea, Corti iniziò immediatamente la stesura del suo secondo libro, I poveri cristi: l'argomento è la guerra di liberazione dell'Italia. È una sorta di continuazione del primo libro che narra le vicende del soldato Eugenio Corti, il quale, dopo essersi ripreso dalla ritirata di Russia, rimette i panni del soldato per ricostituire il nuovo esercito italiano dopo l'8 settembre, a sostegno delle truppe alleate impegnate a scacciare l'esercito nazista dall'Italia. Sempre più convinto che fosse vicina a scoppiare la rivoluzione comunista, Corti volle inserire nel racconto le proprie riflessioni su ciò che avrebbe fatto in caso di vittoria dei comunisti: avrebbe combattuto contro di loro, precisamente come aveva combattuto contro i nazisti. Le riflessioni sono mal assorbite nel racconto; l'insuccesso del libro pose fine al rapporto con la Garzanti.
Nel maggio 1951, ad Assisi, Corti sposò Vanda dei Conti di Marsciano, conosciuta nell'estate del 1947 all'Università Cattolica del Sacro Cuore di Milano. Il matrimonio fu celebrato dall'amico don Carlo Gnocchi. Nello stesso anno, lo scrittore cominciò a lavorare nell'industria paterna: opererà per una decina d'anni proprio durante un periodo di grave crisi, descritta minuziosamente nel romanzo Il cavallo rosso.
Il forte anticomunismo di Corti, nutrito dalla sua esperienza personale nella campagna di Russia, riemerge nella tragedia Processo e morte di Stalin, scritta tra il 1960 e il 1961 e rappresentata per la prima volta il 3 aprile 1962 presso il Teatro della Cometa di Roma dalla Compagnia Stabile di Diego Fabbri. Mettendo in scena direttamente i protagonisti della dirigenza sovietica (Stalin nelle vesti di accusato, Chruščёv e Berija come accusatori), la tragedia espone programmaticamente l'interpretazione che Corti dà alla destalinizzazione in corso in Unione Sovietica, da lui vista come la prova definitiva del fallimento del marxismo. L'opera teatrale fu accolta negativamente dalla critica.

### Il cavallo rosso(1972-1983)
Agli inizi degli anni settanta, Corti decise di dedicarsi a tempo pieno alla scrittura di un imponente romanzo storico, Il cavallo rosso, che vide la luce soltanto nel 1983. Il lungo lavoro di documentazione storica, necessario per un romanzo che abbraccia gran parte del Novecento, non gli impedì di dedicarsi a questioni civili: pubblicamente schierato in difesa della vita fin dal concepimento, nel 1974 fece parte del comitato lombardo per l'abrogazione della legge sul divorzio. Nel 1978, dopo la morte del direttore Luigi Brusadelli, cominciò a collaborare con il quotidiano cattolico locale L'Ordine di Como.
Il cavallo rosso fu pubblicato nel 1983 dalla Ares, una casa editrice di area cattolica.
Il romanzo è diviso in tre sezioni:
- Il cavallo rosso, che dà il titolo a tutta l'opera e racconta le vicende della prima parte della guerra (anni 1940-1943);
- Il cavallo livido, che racconta la seconda parte della guerra (biennio 1943-1945) con la scoperta dei gulag, la bestialità delle repressioni naziste e la descrizione della guerra civile italiana;
- L'albero della vita, che narra le vicende relative alla ripresa della vita quotidiana dopo il conflitto, spingendosi fino al 1974. Le vicende dei personaggi e delle loro famiglie hanno sullo sfondo i grandi avvenimenti di quegli anni, tra cui le inquietudini sociali del tempo, come la contestazione del Sessantotto, il diffondersi della droga e il terrorismo.

Il romanzo ottenne un notevole e duraturo successo di pubblico anche all'estero: nel corso degli anni furono pubblicate le traduzioni in spagnolo, lituano, rumeno, francese, inglese, giapponese (primo volume), serbo e olandese. Da Il cavallo rosso è stata tratta inoltre una riduzione per le scuole intitolata Storia di Manno (Mursia, Milano 1986); una seconda riduzione è uscita per la Mondadori scolastica nel 1999. Nel 2015 Il cavallo rosso è giunto alla 32ª edizione.

### DopoIl cavallo rosso(1983-2008)
Dopo la pubblicazione de Il cavallo rosso Corti si dedicò alla stesura di altre opere e a numerosissimi incontri pubblici in tutto il mondo. Di questi anni sono vari saggi in cui egli analizza il Concilio Vaticano II (Il fumo nel tempio, 1995) e la Democrazia Cristiana (Breve storia della Democrazia Cristiana, con particolare riguardo ai suoi errori, 1995); in altri scritti ripercorre la storia della civiltà occidentale dal protestantesimo al secondo dopoguerra (Le responsabilità della cultura occidentale nelle grandi stragi del nostro secolo, 1998).
Dopo aver attraversato la letteratura italiana del secondo Novecento, estraneo sia al complesso dibattito sul Neorealismo sia a quello sulla Neoavanguardia, dagli anni ottanta Corti avvertì la necessità di dedicarsi a nuove forme di scrittura. Nasce così il ciclo dei "racconti per immagini", composizioni in forma di sceneggiatura, con notazioni espositive e con la storia affidata principalmente ai dialoghi. Con questa tecnica Eugenio Corti ha pubblicato La terra dell'indio, L'isola del paradiso, Catone l'antico e alcune parti dell'ultimo libro Il Medioevo e altri racconti.
La terra dell'indio (1998) è ambientato nell'America Latina negli anni compresi tra il 1740 e il 1788, all'epoca delle reducciones dei gesuiti. Le reducciones settecentesche del Paraguay erano dei villaggi autonomi mediante i quali i gesuiti cercarono di diffondere la religione cattolica nel nuovo mondo, in parallelo a un'organizzazione socio-economica di influenza utopista.
L'isola del paradiso (2000) è invece un soggetto cinematografico originariamente abbozzato da Corti nel 1970. La storia rievoca quella dell'ammutinamento del Bounty (1789) e del suo equipaggio, che volle riprodurre il paradiso in terra vivendo in assoluta libertà in un'isola tropicale: l'esperienza ebbe esiti tragici proprio a opera degli ammutinati, che finirono con l'ammazzarsi l'un l'altro.
Catone l'antico (2005) è il terzo racconto per immagini, dedicato alla figura di Marco Porcio Catone, generale e uomo politico romano. Corti ne rimane affascinato perché si tratta di «una figura emblematica per il suo e per il nostro tempo. In piena epoca repubblicana impersonificò tutta la forza della più pura tradizione romana, che si fondava sul mos maiorum, il costume degli avi, [ovvero] la virtù virile, la fedeltà, la pietas religiosa, la grandezza d'animo. E inoltre il "dare a ciascuno il suo"». Un personaggio che secondo Corti è ben attuale e porta un messaggio anche per i nostri tempi: «Vedo nella sua vicenda umana un modello anche per noi: la cultura dominante, quella che si sta sempre più spandendo in occidente, è piena di marcio, come quella contro cui combatté Catone. Corriamo pericoli analoghi, che minacciano la nostra cultura e la nostra civiltà. E basti pensare allo sfasciarsi della famiglia e alla nuova schiavitù prospettata dall'abuso della scienza e della tecnica. Anche la letteratura e l'arte testimoniano questo grave pericolo: quelle oggi imperanti sono piene di niente e di brutto, sono in disfacimento. Ma noi veniamo da una storia di verità e di bellezza». Il libro ha una buona eco nella stampa e nel 2015 è giunto alla terza edizione.
Il Medioevo e altri racconti (2008): alla fine della sua carriera letteraria Eugenio Corti può finalmente dedicarsi al periodo storico che più ha amato. Il libro è diviso in due parti: la prima è dedicata alla beata Angelina da Montegiove (1377-1435): «Desideravo scrivere un libro sul Medioevo, l'epoca che più amo. Però quando ho iniziato a trattarlo ho finito per scegliere come protagonista una lontana antenata di mia moglie, un personaggio dallo spirito moderno: la beata Angelina di Marsciano, che ha lottato tutta la vita perché le donne che si consacravano a Dio e costituivano un monastero potessero unire la vita attiva a quella contemplativa». La seconda parte del volume racchiude una quindicina di testi brevi, scritti nell'arco di un quarantennio, che accanto agli indimenticabili ricordi di guerra, allineano interventi sulla contestazione del '68, istantanee di amici esemplari (don Carlo Gnocchi, in primis), una suggestiva Apocalisse anno duemila e un originalissimo ex-voto per san Michele Arcangelo: «San Michele ha combattuto a capo degli angeli fedeli contro gli angeli indemoniati. È la battaglia del bene contro il male: questo dovrebbe essere l'ideale dello scrittore. È questa, per quel poco che posso, la mia battaglia».

### Gli ultimi anni (2008-2014)
Gli ultimi anni di Eugenio Corti trascorrono accompagnati dall'affetto dei lettori e da una insolita attenzione da parte delle istituzioni; anche se, come dirà in un'intervista a proposito della medaglia d'oro conferita dal presidente della Repubblica Giorgio Napolitano, «Sì, mi è arrivata a casa la comunicazione. Ma è andata mia moglie a ritirarla, a me quelle 'mascherate' lì…».
Nel 2007 riceve l'Ambrogino d'oro dal Comune di Milano, nel 2009 il Premio Isimbardi della Provincia di Milano, nel 2010 il premio La Lombardia del Lavoro da parte della Regione Lombardia, nel 2011 arriva il Premio Beato Talamoni (Provincia di Monza e Brianza), infine del 2013 il Presidente della Repubblica italiana conferisce ad Eugenio Corti la medaglia d'oro ai benemeriti della cultura e dell'arte.
È di questi anni (2010) un documentario intitolato Uno scrittore al fronte diretto da Claudio Costa sulla storia dell'Italia dall'avvento del fascismo alla fine della seconda guerra mondiale, narrata da Eugenio Corti in qualità di combattente del Regio Esercito, in Russia nelle file dell'ARMIR e in Italia dopo l'8 settembre 1943 nel Corpo Italiano di Liberazione.
Nel 2011 si costituisce un comitato per proporre la candidatura di Eugenio Corti al Premio Nobel per la letteratura; la Provincia di Monza e Brianza e la Regione Lombardia approvano mozioni di sostegno all'iniziativa, François Livi, ordinario di lingua e letteratura italiana alla Sorbona di Parigi, ne è l'entusiasta sostenitore a livello accademico («Un autore scomodo, un testimone, un vero profeta del Novecento. Meriterebbe ampiamente di vincere il Nobel della letteratura», Intervista a François Livi).
Eugenio Corti resta molto realistico sulle possibilità di vedersi attribuito il Nobel:
«Li ringrazio molto, ma per un cattolico oggi è molto difficile ricevere questo premio. C'è grande difficoltà ad accettare la cultura cristiana. Il Nobel è un'istituzione prestigiosa, ma in anni recenti è stato premiato anche chi con la cultura ha poco a che fare… A me basta che le mie opere siano conosciute e che magari Il cavallo rosso venga letto nelle scuole. Poi penso sempre che se non hanno dato il Nobel a Tolstoj, posso star tranquillo… ».
Il pensiero sull'aldilà è presente in maniera molto serena; nella stessa intervista citata poche righe fa gli viene chiesto se si vede ancora scrittore dopo la morte:
«No… Penso di aver scritto abbastanza. In cielo vorrei soltanto riabbracciare i miei genitori, i miei fratelli, tutti quelli che ho amato sulla terra. Ho sempre ammirato la carità irraggiungibile di mio fratello, missionario in Ciad e di un altro, medico, che ha fondato un ospedale in Uganda. Io mi sono impegnato con la penna a trasmettere la verità. Ma fino a che punto ci son riuscito è un punto interrogativo. Per me la cosa più importante è la misericordia divina. Ho fatto tanti errori, ma quando mi presenterò a Dio credo che mi riterrà ancora uno dei suoi».
Il 4 febbraio 2014 muore a Besana in Brianza a seguito di complicazioni dovute all'avanzata età.

## Riconoscimenti e iniziative
Eugenio Corti è stato insignito del Premio Internazionale Medaglia d'Oro al merito della Cultura Cattolica nel 2000.
Nel maggio 2005 si è costituita a Milano l'Associazione Culturale Internazionale "Eugenio Corti". Si tratta di un network di lettori che ha lo scopo di far conoscere Eugenio Corti al mondo della cultura e al grande pubblico e, più in generale, di fare cultura ispirandosi alla sua figura e alle sue opere.
Il 7 dicembre 2007 il Comune di Milano ha conferito ad Eugenio Corti l'Ambrogino d'oro.
Il 18 dicembre 2009 la Provincia di Milano ha conferito ad Eugenio Corti il Premio Isimbardi, destinato a cittadini e associazioni autori di iniziative benemerite svolte a favore della comunità milanese.
Il 9 febbraio 2010 la Regione Lombardia ha conferito ad Eugenio Corti il premio La Lombardia per il Lavoro, riconoscimento pubblico per l'impegno, l'operosità, la creatività e l'ingegno di cittadini che abbiano significativamente contribuito allo sviluppo economico e sociale della Lombardia nel mondo del lavoro, dell'impresa e delle professioni. In particolare ad Eugenio Corti è stata conferita la Benemerenza per meriti culturali.
Nel 2010 è stato realizzato un film documentario per la regia di Claudio Costa dal titolo Uno scrittore al fronte, basato su una lunga intervista ad Eugenio Corti, che ha raccontato la sua esperienza di guerra, prima nelle file dell'Armir in Russia e dopo l'8 settembre nel CIL durante la guerra di liberazione. Nel maggio del 2020 è stata distribuita una nuova edizione integrale del film.
Il 21 gennaio 2011, in occasione del novantesimo compleanno di Eugenio Corti, l'astronauta italiano Paolo Nespoli ha inviato dallo spazio una sua foto che lo ritrae all'interno della Stazione Spaziale Internazionale con in mano un biglietto di auguri di buon compleanno per lo scrittore.
Il 3 ottobre 2011 la Provincia di Monza e Brianza gli conferisce il Premio Beato Talamoni, assegnato per la prima volta e destinato a cinque eccellenze del territorio che si sono distinte nel mondo dell'impresa, della cultura, dell'arte, del sociale, dello sport o in altri settori.
Il 25 marzo 2013 il Presidente della Repubblica italiana ha conferito ad Eugenio Corti la Medaglia d'oro ai benemeriti della cultura e dell'arte.
Il 29 e 30 gennaio 2016 l'Université Paris-Sorbonne gli dedica un convegno internazionale di studio dal titolo "Le récit par images. Eugenio Corti (1921-2014)".
In occasione dei quarant'anni dalla pubblicazione della prima edizione de Il cavallo rosso, viene realizzata una mostra sul romanzo e sull'autore dall'Università Cattolica del Sacro Cuore di Milano che viene esposta dal 20 al 25 agosto 2023 presso il Meeting per l'Amicizia tra i popoli di Rimini.

### Proposta di candidatura al Premio Nobel per la letteratura
Il 6 marzo 2010, in occasione del Convegno "Eugenio Corti, la Brianza, il mondo: la riscoperta del modello brianzolo per la società globale del Terzo millennio", tenutosi presso l'Associazione Industriali di Monza, tramite la lettura di un Documento Programmatico è stata presentata ufficialmente la proposta di candidare Eugenio Corti al Premio Nobel per la letteratura, per la quale si è costituito un comitato. Pochi giorni dopo viene approvata dal Consiglio della Provincia di Monza e Brianza una mozione di sostegno all'iniziativa. Nel mese di settembre del 2010, il Consiglio della Regione Lombardia approva una mozione di simile contenuto.
Il 31 gennaio 2011 sono state inviate agli Accademici di Svezia le oltre 8 000 firme raccolte e una lettera d'accompagnamento contenente le motivazioni di tale richiesta. Il Premio Nobel per la letteratura 2011 è stato poi assegnato allo scrittore svedese Tomas Tranströmer.

## Opere

### Narrativa
- I più non ritornano (Garzanti, 1947) Milano Rizzoli BUR 2004 (su licenza Milano Mursia)
- I poveri cristi (1950) - riedito, profondamente rielaborato, nel 1994 con il titolo Gli ultimi soldati del re
- Il cavallo rosso (Ares, 1983)
- La terra dell'indio (1998)
- L'isola del paradiso (2000)
- Catone l'antico (2005)
- Il Medioevo e altri racconti (2008)

### Teatro
- Processo e morte di Stalin (1962)

### Saggistica
- Il fumo nel tempio (1995)
- Breve storia della Democrazia Cristiana, con particolare riguardo ai suoi errori (1995)
- Le responsabilità della cultura occidentale nelle grandi stragi del nostro secolo (1998)

### Opere postume
- Io ritornerò (2015)
- Il ricordo diventa poesia (2017)
- Voglio il tuo amore (2019)
- Ciascuno è incalzato dalla sua provvidenza. Diari di guerra e di pace 1940-1949 (2021)

## Premi
- Premio Internazionale Medaglia d'Oro al merito della Cultura Cattolica (2000)[18]
- Ambrogino d'oro (2007) massima onorificenza assegnata dal Comune di Milano
- Premio Isimbardi (2009) onorificenza assegnata dalla Provincia di Milano
- Premio "La Lombardia per il Lavoro" (2010) assegnato per meriti culturali, conferito dalla Regione Lombardia
- Premio speciale "BtoB Awards - Dale Carnegie Training" (2010) conferito dalla rivista Best To Brianza.

### In italiano
- Paola Scaglione, I giorni di uno scrittore. Incontro con Eugenio Corti, Maurizio Minchella Editore, Milano 1997.
- Paola Scaglione (a cura di), La trama del vero. Scritti in onore di Eugenio Corti, Bellavite Editore, Missaglia 2000.
- Paola Scaglione, L'opera di Eugenio Corti e la Brianza, Collegio Ballerini, Seregno 2000.
- Paola Scaglione, Parole scolpite. I giorni e l'opera di Eugenio Corti, Milano, Edizioni Ares, 2002, ISBN 88-8155-250-7.
- Presenza di Eugenio Corti. Rassegna della critica, a cura e con traduzioni di Argia Monti, Edizioni Ares, Milano 2010

### In francese
- Eugenio Corti, Paola Scaglione, François Livi, Parole d'un romancier chrétien, Éditions L'Âge d'Homme, Lausanne 2000
- Présence de Eugenio Corti. Ecrits sur l'œuvre d'Eugenio Corti, Éditions L'Âge d'Homme, Lausanne 2004
- Les romanciers et le catholicisme, Les cahiers du roseau d'or, Editions de Paris, Versailles, 2006